# Différentialisme
 (juin 2016).
Vous pouvez aider à l'améliorer ou bien discuter des problèmes sur sa page de discussion.
- Il ne cite pas suffisamment ses sources. Vous pouvez indiquer les passages à sourcer avec {{référence nécessaire}} ou {{Référence souhaitée}}, et inclure les références utiles en les liant aux notes de bas de page. (Marqué depuis mars 2012)
- Il doit être recyclé. La réorganisation et la clarification du contenu sont nécessaires. (Marqué depuis septembre 2011)

- Archive Wikiwix
- Bing
- Cairn
- DuckDuckGo
- E. Universalis
- Gallica
- Google
- G. Books
- G. News
- G. Scholar
- Persée
- Qwant
- (zh) Baidu
- (ru) Yandex
- (wd) trouver des œuvres sur Wikidata

Le différentialisme est un mouvement de pensée naturaliste. Certains détracteurs considèrent que le différentialisme est par principe essentialiste.
Le différentialisme considère qu'il existe une différence de nature entre des groupes : de sexes, de races, de peuple, d'espèces (spécisme), etc. De cette présupposition découle la considération et le traitement des êtres d'abord en fonction de leur appartenance (réelle ou supposée) à un groupe et non en fonction de leurs traits individuels et avérés.
Le mot désigne communément deux mouvements de pensée. On trouve le féminisme différentialiste et l'ethno-différentialisme.
Selon Pierre Tevanian, dans La Mécanique raciste (page 13), « Ce terme désigne toutes les idéologies qui se fondent sur des différences réelles ou imaginaires pour justifier une différence dans les droits reconnus aux uns et aux autres. Le discours différentialiste se présente toujours comme la valorisation d'une différence (par exemple la différence des sexes, ou la différence culturelle) et comme la volonté de la “préserver”. »

## Le féminisme différentialiste
« Les féministes différentialistes postulent une différence de nature entre le masculin et le féminin. »

Il existerait donc une essence féminine dont découleraient des caractères féminins spécifiques et innés (des comportements féminins, une écriture féminine) et qui justifierait certaines différences de traitement entre les sexes. Appelées parfois « essentialistes » (surtout par leurs détracteurs), les féministes différentialistes revendiquent donc « l’égalité dans la différence ». Ce courant se développe aux États-Unis notamment à travers les départements universitaires de Women’s studies. Parmi les idées avancées, il y a entre autres l’existence d’un matriarcat aux origines et la volonté de créer une société gynocentrique. Pour Germaine Greer, avec La Femme eunuque en 1970 et La Femme complète en 2002, la reconnaissance des différences biologiques est une nécessité qui devrait être replacée au cœur des luttes féministes, l'égalitarisme s'inscrivant dans des modèles purement masculins et se faisant en réalité au détriment des femmes. La position de Germaine Greer fait écho à la position du Mouvement de libération des femmes, en 1971. À l'occasion d'une manifestation pour la liberté de l'avortement, celles-ci revendiquent dans un tract : 

« Nous luttons pour obtenir l’avortement et la contraception libres et gratuits ; mais ce n’est qu’une étape dans la lutte pour notre libération. Pourquoi ? … Nous aurons les enfants que nous voudrons, mais nous serons encore seules à nous en occuper. […] Nous ne voulons pas de l’égalité de pouvoir avec l’homme, égalité de salaires ou de comportement, en nous coulant dans les moules préfabriqués du système capitaliste. Nous voulons le changer radicalement pour exister en tant que femmes. »

— Mouvement de libération des femmes - Mouvement pour la liberté de l’avortement
Certains de ses leaders, telle l’Américaine Kate Millett connaîtront une grande notoriété, mais
ce courant a en fait rapidement perdu de son audience et reste aujourd’hui cantonné à quelques
féministes « radicales » (majoritairement anglo-saxonnes). (Kinga Igloi et Irène Favier, 2005).[source insuffisante]

## Personnalités et mouvements différentialistes
Ethno-différentialistes :
- Alain de Benoist et plus généralement la « Nouvelle Droite »
- Parti nationaliste occitan
- Ethnisme

Féministes différentialistes :
- Julia Kristeva, Luce Irigaray, Antoinette Fouque, Sylviane Agacinski, Luce Marilyn French, Mary Daly, Annie Leclerc, Hélène Cixous, Elisabeth Roudinesco, généralement les féministes s'appuyant sur la psychanalyse.
- Mouvement de la « féminitude ».